# Uomini sull'orlo di una crisi di nervi
Pour plus de détails, voir Fiche technique et Distribution.
Uomini sull'orlo di una crisi di nervi est une comédie italienne réalisée par Alessandro Capone et sortie en 1995.
Il s'agit d'une adaptation de la pièce de théâtre homonyme mise en scène par le même Alessandro Capone en 1993.

## Synopsis
Nous sommes lundi et quatre amis, tous mariés, se retrouvent chez Pino, le seul célibataire du groupe, pour jouer au poker. Gianni, le plus jeune et le plus beau, est marié depuis six mois et se préoccupe de sa femme malade à laquelle il téléphone de temps en temps, ce qui suscite l'impatience des autres, en particulier de Nicola, marié depuis quelques années et qui s'est disputé avec sa femme. Enzo, le plus laid et le plus maladroit du groupe, est dominé par sa femme qui tient les rênes de son ménage tranquille mais terne. À un moment donné, alors qu'Enzo a perdu un peu d'argent, Pino a une idée pour animer cette soirée médiocre : il appelle une prostituée pour dorloter les quatre amis. Gianni n'est pas d'accord, il voudrait partir, tandis que Pino, après quelques tentatives, laisse un message sur le répondeur d'une certaine Yvonne. Peu après, une femme, jeune et belle, se présente. Après les accrochages habituels et les questions obligatoires sur les raisons pour lesquelles une femme de cette classe se prostitue, c'est au tour de Pino d'initier une relation avec Yvonne : mais la révélation que la jeune femme n'est pas Yvonne mais une de ses amies et qu'elle en est à sa première expérience déconcerte Pino. La jeune femme a entendu le message pour Yvonne, et comme elle doit se marier le lendemain et que son fiancé est occupé à fêter son enterrement de vie de garçon, elle a pensé à l'imiter. Les choses changent pour Gianni qui, attiré dès le début et se rendant compte de l'intérêt qu'il a suscité chez la jeune fille, prend l'enveloppe contenant l'argent convenu et s'enfuit  avec la jeune femme, alors que les autres se préparent à manger des spaghettis. Yvonne est désormais décidée à renoncer au mariage. Les trois amis sont étonnés et inquiets car ils doivent annoncer à la femme de Gianni leur « fugue » sentimentale avec la jeune femme.

## Fiche technique
- Titre original italien : Uomini sull'orlo di una crisi di nervi[1]
- Réalisation : Alessandro Capone
- Scénario : Alessandro Capone, Rosario Galli d'après la pièce de théâtre homonyme créée en 1993.
- Photographie : Nino Celeste
- Montage : Carlo Fontana, Roberto Silvi
- Musique : Enrico Riccardi (it)
- Costumes : Vera Cozzolino
- Sociétés de production : C. & B. Produttori Associati
- Pays de production :  Italie
- Langue originale : italien
- Format : Couleurs - 2,35:1 - 35 mm
- Genre : Comédie
- Durée : 103 minutes
- Dates de sortie :
  - Italie : 12 février 1995

## Distribution
- Pino Ammendola : Pino
- Claudia Koll : Yvonne
- Vincenzo Crocitti (it) : Vincenzo
- Gianni Garofalo : Gianni
- Nicola Pistoia (it) : Nicola